# Ammoniumsulfat
Ammoniumsulfat ([NH4]2SO4) är ett salt av ammoniak och svavelsyra.

## Framställning
Ammoniumsulfat tillverkas kommersiellt genom att låta ammoniak (NH3) reagera med svavelsyra (H2SO4).
{\displaystyle {\rm {2\ NH_{3}+H_{2}SO_{4}\rightarrow (NH_{4})_{2}SO_{4}}}}
Ämnet renas genom omkristallisation.

## Egenskaper
Ammoniumsulfat bildar stora rombiska kristaller, smakar något saltartat och är lättlösligt i vatten. Vattenlösningen förlorar lite ammoniak vid kokning och bildar ett surt sulfat. Ammoniumsulfat är inte lösligt i etanol eller flytande ammoniak. Om det torra saltet upphettas, börjar det, utan att smälta, att redan vid ca 100 °C avge ammoniak. Vid 280 °C söderfaller saltet fullständigt i ammoniak och svavelsyra.
Svagt sur reagens.

## Användning
Ammoniumsulfat används som gödselmedel, och för framställning av andra ammoniumsalter. När det hamnar i marken frigörs SO42– i jorden och bildar svavelsyra, och ammoniumjonerna tillför kväve. 
Kemiskt rent ammoniumsulfat användes vid kemisk analys och inom medicinen.
I biokemi är ammoniumsulfatutfällning en vanlig metod för att rena proteiner.
Livsmedelstillsats, betecknas med E-nummer E 517. (Antioxidant, klumpförebyggande medel).

## Trivialnamn
- Svavelsyrad ammoniak
- Ammonium sulfuricum